# Sleuteldistributiecentrum
Een sleuteldistributiecentrum (key distribution center of kortweg KDC) is een instantie op een computernetwerk (zoals internet) die sleutels verleent of bewaart voor anderen. Dit distributiecentrum is een voorbeeld van een vertrouwde derde partij. 
Het doel van een KDC is om het risico van het ontvreemden van sleutels te minimaliseren. KDC is meestal gebaseerd op symmetrische cryptografie. Hierbij wordt voor het versleutelen en ontsleutelen dezelfde sleutel gebruikt.

## Voorbeeld
Een typische interactie met een sleuteldistributiecentrum betreft het verzoek van een gebruiker om gebruik te maken van een bepaalde dienst. Het KDC authenticeert de gebruiker en controleert of deze het recht heeft om ook gebruik te mogen maken van de dienst. Als dat het geval is, kan de KDC een ticket uitgeven dat deze toegang verleent. De client ontvangt dit ticket en verstuurt deze naar de server waar de dienst op staat.